# Дама с камелиями (фильм, 1988)
«Дама с камелиями» (яп. 椿姫, цубаки химэ; англ. Lady Camellia) — японский фильм режиссёра Ёситаки Асамы. В этой красивой мелодраме, снятой в 1988 году в компании «Сётику» описывается пылкая любовь таксиста, которому очень нравятся оперы, к гейше. В главной роли популярная кинозвезда Кэйко Мацудзака.

## Сюжет
Какудзиро, который работает таксистом в городе Кусиро на острове Хоккайдо, однажды вёз в такси оперную певицу Тиэко Мидзухару и её ученицу Мики. Какудзиро был большим любителем оперы, и разговор с пассажирками оживился. По дороге он рассказал историю своей любви.
Четыре года назад на одной предновогодней вечеринке с коллегами по работе Какудзиро познакомился с гейшей Коюки. В ресторанчике, куда они зашли по окончании вечеринки, Коюки поражала Какудзиро прекрасным исполнением арии «Тост»; голос у неё был, как у оперной певицы. Коюки рассказала ему, что в своё время она училась оперному пению. Так, Какудзиро и Коюки стали ближе друг к другу по духу.
Какудзиро несколько лет назад разошёлся с женой и с тех пор жил с двумя детьми. Старший брат, Фукутаро, рекомендует ему снова жениться, но Какудзиро не может забыть Коюки. Однажды, ему привелось вести её вместе с мужчиной, который напоминает её патрона, из Саппоро. Не узнав Кукудзиро, Коюки с мужчиной повздорили. Когда они были довезены до указанного места и как только мужчина — спутник Коюки, успел выйти из машины, Какудзиро увёз Коюки.
Какудзиро и Коюки продолжают любовное уединение. Тем временем старший брат Какудзиро уговаривает его вернуться домой. Какудзиро потерял расположение Коюки из-за нерешительности. Коюки ушла от него.
Через некоторое время Коюки открыла кабачок в городе Саппоро. Какудзиро навестил её с билетом на оперу «Травиата», который обещал ей когда-то, но её не было; ему сказали, что она больна. В день представления оперы вместо Коюки приехала её молодая помощница. Узнав, что Коюки лежит в больнице, Какудзиро покинул театр и поехал к Коюки. После долгой разлуки Какудзиро вновь встретился с Коюки. Она стала совсем худенькой.
В такси Тиэко Мидзухара и Мики, слушая рассказ Какудзиро, плачут... Но то будут слёзы радости за влюблённых. Потому что в отличие от героини «Травиаты» Кэйко не умерла от болезни, а вышла замуж за Какудзиро и родила ему ребёнка.

## В ролях
- Кэйко Мацудзака — Коюки
- Кэнъити Като — Какудзиро Сэмма
- Эйко Акияма — Тиэко Мидзухара
- Кэй Сума — Фукутаро Сэмма
- Митиру Акиёси — Мики Сакай
- Хиромицу Судзуки — Тохяма
- Хидэдзи Отаки — Синносукэ Кавасима
- Мисудзу Накамото — Дзюнко
- Тамико Ватанабэ — Мицуко
- Дзюнко Миясита — Масаэ
- Кэнъити Урата — Сугавара
- Сабуро Исикура — Камата

### Поют в опере
- Эйко Акияма — Виолетта
- Акио Фудзивара — Альфред

## Премьеры
- — национальная премьера фильма в Японии состоялась 4 июня 1988 года[1].
- — на американском континенте премьера фильма состоялась в сентябре 1988 года в Лос-Анджелесе (США)[1].
- — в СССР фильм демонстрировался в 1988 году в Ленинграде, Находке и в Тбилиси в рамках XXII фестиваля японских кинофильмов.

## Награды и номинации
Премия Японской киноакадемии
- 12-я церемония вручения премии (1989)

Выиграны:
- Премия за лучший саундтрэк — Сигэаки Саэгуса

Номинации в категориях:
- за лучшую женскую роль — Кэйко Мацудзака
- за лучший сценарий — Ёдзи Ямада, Ёситака Асама (в титрах не указан)